# Oliver Hasenfratz
Oliver Hasenfratz (* 20. November 1966 in Sindelfingen; † 14. November 2001 in Berlin) war ein deutscher Schauspieler.

## Leben
Oliver Hasenfratz war der Sohn von Beate und Tilbert Hasenfratz. Er hatte noch einen Bruder, Dirk Hasenfratz. Er wuchs in Heidelberg auf, wo er an der privaten Schauspielschule Irene Haller ausgebildet wurde. Zusätzlich nahm er Stunden in Fechten und Ballett sowie Gesangsstunden bei einem Opernsänger und absolvierte eine Stimm- und Sprecherziehung.
Nach seiner erfolgreichen Prüfung zum Schauspieler hatte er seine ersten Engagements am Stadttheater Hildesheim, am Schauspielhaus Hamburg und am Schauspielhaus Bochum. Ab 1990 arbeitete er ausschließlich als Film- und Fernsehschauspieler. Bis zu seinem Tod lebte er in Berlin-Kreuzberg. Bekannt wurde Hasenfratz 1998 in seiner Rolle als Robert Kranzow, der Sohn des Königs von St. Pauli in dem gleichnamigen Fernsehmehrteiler unter der Regie von Dieter Wedel. Katja von Garniers Bandits aus dem Jahre 1997 war der einzige Kinofilm, in dem Oliver Hasenfratz mitwirkte. Er spielte darin die Rolle des Polizeibeamten Mario Schneider. Außerdem wirkte er in mehreren Fernsehkrimis mit, unter anderem in den Reihen Der Alte, Derrick, Doppelter Einsatz (Folge Evas Tod, Staffel 5, Folge 2), Ein Fall für zwei, Siska und Tatort. Sein humorvolles Talent konnte er in dem Fernsehspiel Ein Schloß für Rita beweisen.

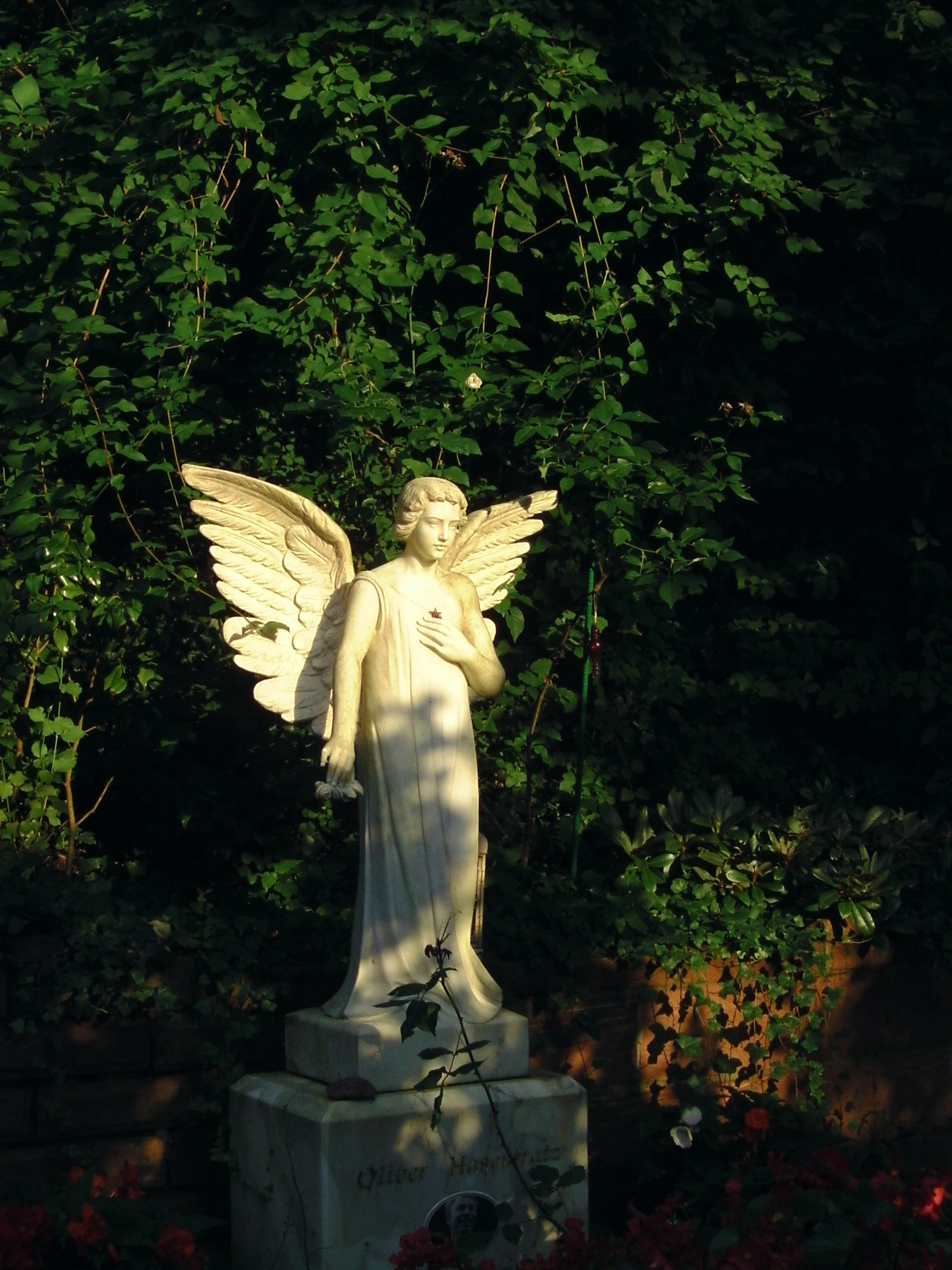
Schutzengel auf der Grabanlage von Oliver Hasenfratz auf dem Heidelberger Bergfriedhof (Abt. y)

Trotz erfolgreicher Knochenmarkspende seines Bruders Dirk starb der Schauspieler am 14. November 2001 in der Klinik der Charité in Berlin an den Folgen seiner Leukämie. Am 23. November 2001 wurde Oliver Hasenfratz auf dem Bergfriedhof (Heidelberg) beigesetzt.

## Filmografie (Auswahl)
- 1987: Mira Luna (Kurzfilm von Dirk Korell)
- 1993: Zwei Halbe sind noch lange kein Ganzes
- 1993: Freunde fürs Leben
- 1993: Der Betrogene (1993) (Fernsehen)
- 1993: Auf Achse (eine Folge)
- 1993: Tatort – Renis Tod
- 1993–1996: Derrick (4 Folgen: Nachtvorstellung, Das Floß, Die zweite Kugel, Ruth und die Mörderwelt)
- 1993–1996: Ein Fall für zwei (zwei Folgen)
- 1996–2001: Der Alte (drei Folgen)
- 1996: Der Mann ohne Schatten (Fernsehserie)
- 1996: Dr. Stefan Frank – Der Arzt, dem die Frauen vertrauen – Ein fataler Irrtum
- 1997: Bandits
- 1997: Ein Schloß für Rita (Fernsehen)
- 1997: Tatort – Liebe, Sex, Tod
- 1998: Der König von St. Pauli (Fernsehen)
- 1999–2001: Siska (drei Folgen)
- 1999: Die Cleveren (eine Folge)
- 1999: Delta Team – Auftrag geheim! (eine Folge)
- 1999: Doppelter Einsatz (eine Folge)
- 1999: Gaukler der Liebe (Fernsehen)
- 2000: Tatort – Blüten aus Werder
- 2001: Im Namen des Gesetzes
- 2001: Tatort – Du hast keine Chance